# 조선 축구단
조선축구단(朝鮮蹴球團)은 1925년 4월 서울을 연고로 창단되었던 축구단으로 1918년 창단된 불교청년회 축구단을 전신으로 한다.

## 역사
조선축구단의 역사는 크게 세 시기로 나누어 볼 수 있다.
- 1917년 ~ 1925년 : 불교청년회 축구단 시기
- 1925년 ~ 1930년 : 1920년대(전성기)
- 1930년 ~ 1935년 : 1930년대(와해기)

### 1920년 대
불교청년회 축구단은 1920년대 중반 재정난으로 운영에 어려움을 겪는다. 이에 불교청년회 회원 이건표가 호남의 대부호 백명곤과 협의 끝에, 불교청년회의 선수 구성을 그대로 유지하여 조선축구단을 발족시키기로 한다.
창단 당시 조직은 다음과 같다.
단장 : 박윤관

감독 : 이건표

고문 : 정인창

선수 : 김원태(주장), 손재수, 김충배, 박긍진, 김영희, 손희염, 김원해, 김제정, 권태호, 최대순, 황점룡 등
조선축구단은 창단 직후, 4월에 열린 제6회 전조선축구대회에 참가하여 우승을 차지하며, 같은 해 11월에는 평양기독청년회 주최의 전조선축구대회 결승에서 평양의 무오축구단을 꺾고 우승을 차지한다. 이듬해인 1926년 9월 평양에서 열린 전조선축구대회 (관서체육회)에서도 무오축구단을 꺾고 우승을 차지하지만, 이어 11월 서울에서 열린 전조선축구대회에서는 무오축구단에 패해 준우승에 머무는 등 평양 무오축구단과 라이벌 구도를 형성한다. 이러한 라이벌 구도는 1930년대 초 조선 축구의 경성-평양의 양강 구도의 전초가 된다. 한편 조선축구단은 해외 원정을 다녀온 한국의 최초의 축구 클럽이기도 하다. 이에 관해서는 아래에서 상술한다.

### 1930년 대
실질적으로 구단을 운영해오던 백명곤이 사업에 실패하면서, 1930년대 들어 조선축구단은 재정난을 겪는다. 여기에 1933년에는 같은 서울 지역을 기반으로 하는 경성축구단이 창단되면서, 많은 선수들을 빼앗기게 되고 팀은 와해 직전에 이르게 된다. 그러나 경성축구단 창단 작업에 참여했던 김원겸이 다시 조선축구단 쪽으로 무게 중심을 두면서, 부활하는 모습을 보인다. 그는 만석꾼 아들이자 경성군 단장 이었던 최성면을 스폰서로 하고, 조선일보사 이원용 기자를 매니저로 하여 팀을 재조직한다. 이들은 1933년 11월에 열린 제14회 전조선축구대회에서 지역 라이벌 경성축구단을 꺾고 우승을 차지하는데, 특히 이 경기는 보성전문(현 고려대학교) 출신이자 조선축구단 소속인 김원겸과, 연희전문(현 연세대학교) 출신이자 경성축구단 소속인 이영민의 대결로도 주목을 끌었다. 이어 사실상의 구단주 백명곤의 주도하에 1934년에는 일본 및 중국 천진원정을 감행한다. 특히 이 원정에서는 경성과 평양의 선수들을 골고루 선발하여 사실상 전조선의 대표팀이나 다름이 없었다. 이들은 이해 두 차례 해외원정에서 무패를 기록하면서 명성을 떨친다. 하지만 조선축구단은 이듬해인 1935년 6월 열린 제9회 전조선아식축구대회에서 준우승을 차지한 것을 끝으로, 창단 11년 만에 해체되는 운명을 맞이한다.

## 특징

### 클럽의 성격
조선축구단은 그 명칭에도 불구하고 지금의 국가대표팀 성격으로 보기는 어렵다. 물론 전국의 유명 선수들이 모여 있었다는 점에서 경기 수준은 지금의 국가대표 팀에 비견될 만한 팀이었지만, 구단의 성격에 있어서는 사실상 경성을 기반으로 하는 지역 클럽의 모습을 띠고 있었다. 이는 일제 치하의 조선이 독립된 국가가 아니고 하나의 지방에 불과했다는 점, 공식적 축구협의체인 조선축구협회가 운영하는 팀이 아니었다는 점에서 그 근거를 찾아볼 수 있다.

### 유니폼
사진 자료에서 주로 보이는 조선축구단의 유니폼은 스트라이프 형태이다. 빨간색과 노란색의 조합이었다고 하나, 흑백사진 상에서는 잘 확인되지 않아 흑백 스트라이프로 인식되기도 한다.. 또 하나의 유니폼은 상의 반반이 적색과 백색 바탕에 왼쪽 가슴에 S자 착용한 것으로, 주로 1933년 무렵에 발견된다.

### 백명곤
백명곤은 재정적 어려움으로 해체 위기에 있던 불교청년회 축구단을 인수하여 조선축구단으로 재발족시킨 인물이다. 대지주의 아들로서 낭비벽이 심해 이를 고쳐보고자 했던 아버지에 권유에 의해 독일 유학을 다녔왔으며, 당시로서는 드물게 스포츠 카와 해리슨 오토바이를 소유하여 경성 거리를 돌아다닐 정도로 부자였다. 축구를 유독 좋아하여, 자비로 조선축구단을 운영하게 되었고 가난한 선수들에겐 월급까지 지급하였다. 낙원시장 일대가 집이었으며, 그의 집은 곧 조선축구단의 합숙소와 다름없었다. 중국인 요리사를 고용해 산해진미를 선수들에게 대접하는가 하면, 크리스마스에는 선수들을 위해 악단을 불러 파티를 열고, 직접 산타로 분장해 선수들에세 선물을 나눠주기도 하였다. 해외 원정 때에는 선수들을 위해 단체로 고급 영국제 홈스펀 양복을 단복으로 맞춰주는 등 조선축구단에 대한 애정이 각별했다. 그러나 1930년대 이후에는 재정난에 허덕이면서, 결국 1935년에는 조선축구단이 해체된다.

## 해외 원정 기록
5차례의 해외 원정을 정리해보면 다음과 같다.
- 1926년 10월 일본 원정
- 1928년 1월 1차 중국 상해 원정
- 1929년 2월 2차 중국 상해 원정
- 1934년 2월 일본 관동 원정
- 1934년 4월 중국 천진 원정

## 주요 선수
- 26년 일본 원정 주요멤버
  - 김윤기
  - 현정주
  - 이영민
- 34년 일본 원정 주요멤버
  - 김용식
  - 최성손
  - 김영근
  - 김원겸
  - 이혜봉

## 역대 주요 성적
- 전조선축구대회
  - 우승 ● (2) : 1925년, 1933년
  - 준우승 ● (3) : 1926년, 1927년, 1934년
- 전조선축구대회 (관서체육회)
  - 우승 ● (2) : 1925년, 1926년

## 같이 보기
- 무오 축구단
- 경성 축구단

### 참고 문헌
- 大韓蹴球協會 편 『韓國蹴球百年史』라사라, 1986, p. 189-193, p. 562-563.